# SN 2004gs
SN 2004gs – supernowa typu Ia odkryta 12 grudnia 2004 roku w galaktyce M+03-22-20. W momencie odkrycia miała maksymalną jasność 17,10m.